# Compagnia Nuove Indye
La Compagnia Nuove Indye - CNI Music è una casa discografica italiana, attiva a partire dagli anni '90.

## Storia
L'etichetta fu fondata all'inizio degli anni '90 da Paolo Dossena, storico produttore musicale, paroliere e compositore italiano.
Nel corso della sua attività, la Compagnia Nuove Indye ha avuto una particolare attenzione verso la musica etnica e dialettale, lanciando artisti come gli Almamegretta o gli Agricantus.
Ha inoltre pubblicato e distribuito diversi altri artisti tra i quali i Sud Sound System, Enzo Avitabile, Nidi d'Arac, A3 Apulia Project, Maurizio Capone.
Ha una propria distribuzione ed è presente con i suoi dischi anche nei negozi e nelle catene della grande distribuzione (Mediaworld). Per quanto riguarda il digitale, ha un rapporto diretto per tutto il mondo con la piattaforma iTunes.

## Dischi
La datazione qui riportata si basa sull'etichetta del disco o sulla copertina; qualora nessuno di questi elementi abbia una datazione, è basata sulla numerazione del catalogo; talora è, infine, basata sul codice della matrice di stampa. Se esistenti, sono riportati, oltre all'anno, il mese e il giorno (quest'ultimo dato si trova, a volte, stampato sul vinile).

### CD
| Numero di catalogo | Anno | Interprete                                | Titoli                              |
| ------------------ | ---- | ----------------------------------------- | ----------------------------------- |
| CNDL 19425         | 1989 | Patty Pravo                               | Oltre L'Eden                        |
|                    | 1993 | Almamegretta                              | Figli di Annibale                   |
|                    | 1993 | Almamegretta                              | Animamigrante                       |
|                    | 1993 | Agricantus                                | Gnanzù!                             |
|                    | 1995 | Almamegretta                              | Sanacore                            |
| LDL 08050          | 1996 | Agricantus                                | Tuareg                              |
| CNDL 18363         | 1996 | Enzo Avitabile                            | Addò                                |
| CNDS 08055         | 1996 | Enzo Avitabile                            | Aizetè                              |
|                    | 1996 | Almamegretta                              | Indubb                              |
| GDL 09053          | 1996 | Sud Sound System                          | Comu Na Petra                       |
| CNDL 01953         | 1996 | Sud Sound System                          | Tradizioni                          |
|                    | 1997 | Consiglia Licciardi                       | Ariammore                           |
| MDL 09078          | 1997 | AA.VV.                                    | Il Bagno Turco O.S.T.               |
| LDL 09076          | 1997 | Marcello Colasurdo                        | E manco 'o Sole ce 'a sponta        |
| LDL 09068          | 1997 | Novalia                                   | Canti e briganti                    |
| LDL 10100          | 1998 | Agricantus                                | Kaleidos                            |
| CNDL 11130         | 1999 | Enzo Avitabile                            | O-issa                              |
| CNDL 11139         | 1999 | Agricantus                                | Faiddi                              |
| CNDL 11125         | 1999 | Nidi d'Arac                               | Ronde Noe                           |
| CNDL 13200         | 2001 | Agricantus                                | Ethnosphere (due CD)                |
| CNDL 13186         | 2001 | Lucilla Galeazzi                          | Lunario                             |
| CNDL 13191         | 2001 | Nidi d'Arac                               | Tarantulae                          |
| CNDL 14215         | 2002 | Klezroym                                  | Yankele Nel Ghetto                  |
| CNDL 14236         | 2002 | Ennio Morricone                           | Film Music                          |
| LFDL 16293         | 2003 | Atlante Sonoro                            | Duende                              |
| CNDL 15240         | 2003 | Panjabi MC                                | Mundian To Backh Ke                 |
| CNDL 25805         | 2004 | Enzo Avitabile                            | Salvamm'o'munno                     |
| CNDL 16295         | 2004 | Marcello Murru                            | Bonora                              |
| CNDL 18405         | 2005 | Denovo                                    | Denovo (due CD)                     |
| LDL 18367          | 2005 | Milagro acustico                          | Poeti arabi di Sicilia              |
| LDL 18368          | 2005 | Stefano Saletti & Piccola Banda Ikona     | Stari Most                          |
| CNDL 18400         | 2005 | Agricantus                                | Habibi                              |
| CNDL 19490         | 2006 | AA.VV.                                    | Le Rose Del Deserto O.S.T.          |
| LFDL 19445         | 2006 | Remo Anzovino                             | Dispari                             |
| CNDL 20520         | 2007 | SOS                                       | Cammenann                           |
| CNDL 20522         | 2007 | Roberta Alloisio                          | Lengua Serpentina                   |
| IMDL 21570         | 2008 | Cluster                                   | Cement                              |
| CNDL 21580         | 2008 | AA.VV.                                    | Amnesty International 17X60         |
| CNDL 21575         | 2008 | Nando Citarella & I Tamburi Del Vesuvio   | Live in San Francesco               |
| CNDL 21560         | 2008 | Tarantolati Di Tricarico                  | Abballam                            |
| CNDL 25807         | 2009 | Enzo Avitabile                            | Napoletana                          |
| CNDL 22600         | 2009 | Giacomo Puccini                           | Puccini e le grandi voci            |
| GDL 21595          | 2009 | Discofunken                               | Selecta#1                           |
| CNDL 22638         | 2009 | Bandorkestra.55 diretta da Marco Castelli | Bandando                            |
|                    | 2009 | Nemas Project                             | Snow In Istanbul                    |
|                    | 2009 | Cockoo                                    | La teoria degli atomi               |
|                    | 2009 | Cinzia Tedesco                            | Lika a Bob Dylan                    |
|                    | 2009 | Sista                                     | Sista                               |
| CNDL 23718         | 2010 | MBL                                       | Terra di fuoco                      |
| CNDL 24726         | 2011 | TaranProject                              | Hjuri di Hjumari                    |
| CNDL 24773         | 2011 | I Musicanti                               | Arsura                              |
| CNDL 24785         | 2011 | I Pizzica Salentina                       | Palacia                             |
| CNDL 24740         | 2011 | Nour Eddine                               | Sound of Sprit                      |
| CNDL 25858         | 2011 | Tinturia                                  | Abusivi (di necessità)              |
| CNDL 24794         | 2011 | A3 Apulia Project                         | Odysseia                            |
| CNDL 25830         | 2012 | TaranProject                              | Rolica                              |
| CNDL 25800         | 2012 | Enzo Avitabile                            | Black Tarantella                    |
| CNDL 25835         | 2012 | Freak Antoni                              | Però quasi                          |
| CNDL 25810         | 2012 | Carlotta Proietti                         | Carlotta Proietti                   |
| CNDL 26843         | 2013 | Malacoda & Michel                         | Al di là della notte                |
| CNDL 26870         | 2013 | Roberta Albanesi                          | Cantando sotto la storia            |
| CNDL 26410         | 2013 | Almamegretta                              | Le Origini                          |
| CNDL 26850         | 2013 | Enzo Avitabile                            | Music Life O.S.T.                   |
| CNDL 26885         | 2013 | TaranProject                              | Sonu                                |
| EDIT 26865         | 2013 | Bruna Chianese                            | Mio padre Sergio Bruni (Libro + CD) |
|                    | 2013 | Chakra Duo                                | Sensations                          |
| CNDL 26880         | 2013 | Mimmo Epifani                             | Pe I Ndo'                           |
| CNDL 26891         | 2013 | Francesco Loccisano                       | Mastrìa                             |
| CNDL 27924         | 2014 | A3 Apulia Project                         | Murex                               |
| CNDL 28950         | 2015 | Andrea Vettoretti                         | Rain                                |
| CNDL 30999         | 2017 | Andrea Vettoretti                         | Wonderland                          |
| CNDL 34146         | 2021 | Alberto Nemo                              | Opera 50                            |

## DVD
| Numero di catalogo | Anno | Interprete          | Titoli                                |
| ------------------ | ---- | ------------------- | ------------------------------------- |
| DVDL 20500         | 2007 | Maria Letizia Gorga | Avec le temps, Dalida                 |
| DVDL 21597         |      | Giorgio Li Calzi    | Giorgio Li Calzi + Aleksandr Nevskij  |
| DVDL 21540         | 2008 | Almamegretta        | Sanacore Tour 1.9.9.5. Live in Napoli |
| DVDL 26860         | 2013 | Gli Squallor        | Gli Squallor                          |